# Das geheime Leben
Das geheime Leben ist das erste Elektronik-Album des DDR-Sängers Reinhard Lakomy.

## Album
Es erschien 1982 bei VEB Deutsche Schallplatten Berlin in dem Label Amiga auf Schallplatte und Kassette. Es war eines der ersten Elektronikalben der DDR. Die Gesamtlänge beträgt 39:27 Minuten.
1983 erschien sein zweites Electronic-Album Der Traum von Asgard. Auf CD erschienen beide zusammen 2008 unter dem Namen Electronics.

## Titelliste
Zu hören waren auf der Platte vier Titel:
1. Das geheime Leben (20:57)
2. Es wächst das Gras nicht über alles (11:02)
3. Begierde und Hoffnung (5:11)
4. Das unendliche Rätsel (3:17)